# Object Request Broker
Object Request Broker (ORB) – pośrednik umożliwiający komunikację pomiędzy obiektami znajdującymi się w systemie rozproszonym.
Komunikacja ta odbywa się niezależnie od systemu operacyjnego czy języka programowania. Głównym zadaniem ORB jest odbieranie i przekazywanie danych pomiędzy obiektami znajdującymi się w różnych systemach. Pośrednicy ORB symulują jedną przestrzeń adresową dla obiektów znajdujących się na różnych komputerach.
Implementacje pośredników ORB można podzielić według następujących klas:
- oparte na serwerze
- oparte na kliencie i implementacji
- oparte na systemie
- oparte na bibliotece

Przykładami pośredników ORB są:
- CORBA standard Common Object Request Broker Architecture opracowany przez OMG
- RMI protokół Remote Method Invocation firmy Sun Microsystems
- DCOM interfejs Distributed Component Object Model firmy Microsoft
- .NET Remoting biblioteka do obiektów zdalnych będąca częścią .NET Framework